# Ma trận quang
Ma trận quang là những hình ảnh của vật thể qua 2 tấm gương đặt đối diện nhau.
Những hình ảnh này được thể hiện bằng tính phản xạ của vật thể.
Có khi nào bạn tự hỏi mình tại sao những người mẫu trên TV khi quảng cáo kem làm trắng da lại nhiều người như vậy và giống nhau như đúc không. Chính là vì đạo diễn đã biết sử dụng tính phản chiếu của quang học để tạo ra nhiều người.